# Hässelby Kälvesta Hockey
Hässelby Kälvesta HC är en ishockeyklubb från Vällingby (Stockholm Västerort) bildad 2003 ur ishockeysektionerna i de äldre föreningarna Kälvesta IoF och Hässelby SK. Klubben ingår som en självständig förening i alliansföreningen Hässelby SK. Föreningen har hösten 2022 ett A-lag i Hockeyfyran, J20-, J18- och damjuniorlag, sju pojklag, fyra flicklag, tre rekreationslag samt två hockeyskolor (en för pojkar och en för flickor). Klubbens främsta merit var när deras 04-lag tog sig till U16 SM, säsongen 2019/20.
Klubben är moderklubb för bl.a. Niklas Rigelius (Västerås IK i  Hockeyallsvenskan), Olivia Sohrner (Djurgården Hockey i SDHL) och Felicia Levin (AIK i SDHL).